# بانک توسعه منطقه‌ای روسیه
بانک توسعه منطقه‌ای روسیه (انگلیسی: Russian Regional Development Bank) و (روسی: ВСЕРОССИЙСКИЙ БАНК РАЗВИТИЯ РЕГИОНОВ) یک بانک روسی است که در ۲۷ مارس ۱۹۹۶ به صورت سهامی عام در مسکو تأسیس شد. این بانک کلیه خدمات بانکی را ارایه می‌دهد.

## تاریخچه
بانک توسعه منطقه‌ای روسیه توسط روس‌نفت در ۲۷ مارس ۱۹۹۶ تأسیس شد.
این بانک در اوایل سال ۲۰۲۰، به دلیل تسهیل معامله مالکیت روزنامه ودوموستی و انتصاب آندری شماروف به سمت سردبیری روزنامه مذکور، شخصی که به دلیل وابستگی‌هایی خود به ولادیمیر پوتین و روس‌نفت شرکت مادر بانک، مشهور است مورد توجه قرار گرفت.